# Вильярреаль, Хавьер
Хавьер Вильярреаль (исп. Javier Alejandro Villarreal; 1 марта 1979, Альта-Грасия, провинция Кордова) — аргентинский футболист, полузащитник. Известен по выступлениям за такие клубы как аргентинские «Бока Хуниорс», «Тальерес», «Бельграно», «Расинг», «Банфилд», швейцарский «Грассхоппер», парагвайский «Либертад».

## Биография
Хавьер Вильярреаль — воспитанник футбола провинции Кордова. Он начал карьеру в составе «Тальереса», одного из главных клубов Кордовы, в 1996 году. Спустя 3 года был продан в клуб «Бельграно», который является главным историческим конкурентом «Тальереса». Спустя же год Вильярреаль покинул Аргентину, по иронии судьбы его покупателем стал ФК «Кордова», представляющий уже испанскую Кордову.
В 2001 году присоединился к «Боке Хуниорс», в составе которой за 3 сезона выиграл 2 Кубка Либертадорес, Межконтинентальный кубок и стал чемпионом Аргентины. Затем с переменным успехом выступал за швейцарский «Грассхоппер» и аргентинские «Колон» и «Расинг». В тот период игроку часто мешали травмы.
В 2006 году у «Вильярреаля» начался некоторый ренессанс в игре — за сезон с «Либертадом» он выиграл чемпионат Парагвая, после чего вернулся в Аргентину и провёл успешный для себя сезон в «Банфилде». С 2008 года выступает в парагвайском «Серро Портеньо». В 2009 году помог «красно-синим» выиграть чемпионат страны (Апертуру) и дойти до полуфинала Южноамериканского кубка.

## Титулы
- Чемпион Аргентины (1): Ап. 2003
- Чемпион Парагвая (2): 2006, Ап. 2009
- Кубок Либертадорес (2): 2001, 2003
- Межконтинентальный кубок (1): 2003